# دزپپرامین
دسیپرامین یا دزیپرامین از داروهای ضدافسردگی سه حلقه‌ای است که از طریق مهار برداشت مجدد نوراپی‌نفرین و سروتونین توسط غشاء پایانه سلول عصبی پیش‌سیناپسی، غلظت آن‌ها را در سیستم عصبی مرکزی افزایش می‌دهد

## فارماکوکینتیک
این دارو پس از تجویز خوراکی به سرعت و به‌طور کامل جذب می‌شود. دارای متابولیسم گذر اول کبدی است. دارو فاقد متابولیت فعال است. 96% آن به پروتئین‌های پلاسما متصل می‌شود. دفع دارو از طریق کلیه است. نیمه عمر دارو 27-12 ساعت زمان شروع اثر دارو 3-2 هفته می‌باشد.

## هشدارها
1. از قطع ناگهانی مصرف دارو باید پرهیز شود. در صورت نیاز، کاهش مقدار مصرف باید تدریجی و در طول یک دوره حداقل 4 هفته‌ای انجام شود
2. در هفته‌های اول درمان به دلیل افزایش تمایل خودکشی بیمار باید تحت نظر باشد.

در هفته‌های اول کاهش شدید خواب و بزرگ شدن مردمک چشم مشاهده شده‌است.
این دارو برای درمان بیماران جوان تجویز می‌شود و به علت وجود مقدار زیادی هیپرتارو برای استفاده سالمندان خطرناک می‌باشد.
1. بیش از یک داروی ضد افسردگی در یک زمان نباید تجویز شود.
2. برای شروع اثرات درمانی این دارو حداقل 6-1 هفته وقت لازم است.
3. به علت نیمه عمر طولانی دارو، تجویز یکباره مقادیرآن در موقع خواب، کفایت می‌کند.
4. باید به بیمار یاد آوری شود که در صورت بروز علائم آنتی موسکارینی به درمان ادامه دهد، چون به این اثرات تا حدی تحمل حاصل می‌شود.
5. در صورت مصرف مهارکننده آنزیم MAO توسط بیمار باید دو هفته بعد از قطع آنها، مصرف این دارو را آغاز کند.
6. در صورت ضرورت مصرف داروی مهارکننده MAO باید حداقل یک هفته میان قطع این دارو و شروع داروی جدید فاصله زمانی ایجاد شود.
7. دوره درمان با این دارو باید کامل شود. این دارو نباید بیش از مقدار توصیه شده مصرف شود.
8. در موارد زیر مصرف این داو باید با احتیاط فراوان صورت گیرد-->الکسیم حاد، آسم، اختلالات دو قطبی، اختلالات خونی و گوارشی، گلوکوم با زاویه باریک، افزایش فشار کره چشم، پرکاری تیروئید، هیپرتروفی پروستات، عیب‌کار کلیه، اسکیزوفرنی، حملات تشنجی، حساسیت به داروهای ضد افسردگی سه حلقه‌ای و احتباس ادرار
9. در صورت فراموش کردن یک نوبت مصرف دارو، اگر رژیم درمانی به صورت چند نوبت در روز باشد، به محض به یادآوردن آن نوبت باید مصرف شود، مگر اینکه تقریباً زمان مصرف نوبت بعدی فرا رسیده باشد. در این صورت، مقدار مصرف بعدی نیز نباید دو برابر گردد. اگر رژیم درمانی به صورت مصرف در هنگام خواب باشد، نباید هنگام صبح دارو مصرف شود. بهتر است در این موارد با پزشک مشورت گردد.
10. به دلیل احتمال بروز منگی و سرگیجه، هنگام برخاستن از حالت خوابیده یا نشسته باید احتیاط نمود.
11. با مصرف این دارو، خشکی دهان ممکن است بروز نماید. در صورت تداوم این عارضه به مدت بیش از 2 هفته، باید به پزشک مراجعه نمود.
12. احتمال بروز حساسیت به نور با مصرف این دارو وجود دارد. لذا ضروری است از پوشش ضد آفتاب استفاده شود.
13. بیمار باید 7-3 روز پس از قطع مصرف تحت نظر باشد.
14. در صورت نیاز به هرگونه عمل جراحی یا درمان اضطراری، پزشک باید از مصرف دارو مطلع شود.

## عوارض جانبی
خشکی‌دهان، تاری دید( اختلال در تطابق، افزایش داخل چشم)، یبوست تهوع، اشکال در ادرار کردن، عوارض قلبی-عروقی، تداخل در فعالیت جنسی، تغییرات قند خون، افزایش اشتها و وزن از عوارض جانبی این دارو است.

## تداخل دارویی
مصرف همزمان با داروهای ضد آریتمی را افزایش می‌دهد. مصرف همزمان این دارو با مهارکننده‌های آنزیم MAO باعث تحریک CNS و بالا رفتن فشار خون می‌گردد. . این دارو از طریق کاهش آستانه تشنج با اثر داروهای ضد صرع مقابله می‌کند.بعضی از داروهای ضد صرع با کاهش غلظت پلاسمایی این دارو، اثر ضد افسردگی آن را کاهش می‌دهند. این دارو اثر پائین‌آورنده فشار خون کلونیدین و گوانتیدین را کاهش می‌دهد و در صورت قطع ناگهانی این دو دارو خطر افزایش فشار خون زیاد می‌شود. مصرف همزمان این دارو با فنوتیازینها موجب افزایش عوارض جانبی آنتی موسکارینی می‌شود. مصرف همزمان این دارو با داروهای مقلد سمپاتیک ممکن است سبب تشدید عوارض قلبی – عروقی و احتمالاً بروز آریتمی تاکی‌کاردی یا افزایش فشار خون شود. مصرف همزمان این دارو با داروهای ضد تیروئید، ممکن است خطر بروز اگرانولوسیتوز را افزایش دهد. مصرف همزمان فراورده‌های حاوی الکل و سایر داروهای مضعف CNS با این دارو ممکن است سبب بروز ضعف شدید CNS ضعف تنفسی و کاهش فشار خون شود.

## مقدار مصرف

### بزرگسالان
mg/day200-100 میلی‌گرم در مقادیر منقسم یا یکجا هنگام خواب مصرف می‌شود در صورت لزوم مقدار مصرف بر حسب نیاز و تحمل بیمار افزایش می‌یابد.

### کودکان
در کودکان 12-6 سال mg/day30-10 یا mg/kg/day5-1در مقادیر منقسم و در نوجوانان mg/day50-25 مصرف می‌شود.